# Monomorium phoenicum
Monomorium phoenicum är en myrart som beskrevs av Santschi 1927. Monomorium phoenicum ingår i släktet Monomorium och familjen myror. Inga underarter finns listade i Catalogue of Life.